# Грищенко Тетяна Миколаївна
Тетяна Миколаївна Грищенко (нар. 27 серпня 1979, м. Малин, Житомирська область) — український громадський діяч, політик. Народний депутат України 9-го скликання.

## Життєпис
Освіта середня спеціальна. Закінчила Малинський лісотехнічний коледж (спеціальність «Бухгалтер»).
Вона працювала контролером природного газу в Малинському Управлінні експлуатації Газового господарства та інспектором з кадрів в Територіальному центрі соціального обслуговування Малинського району (надання соціальних послуг).
Грищенко є членом громадської освітньої організації «Свічадо».

## Політична діяльність
На місцевих виборах 2015 року була секретарем територіальної комісії від партії «Опозиційний блок». На позачергових виборах народних депутатів України 26 жовтня 2014 року також була у складі ОВК, суб'єкт подання кандидатури — «Партія Регіонів».
На президентських виборах 2019 року була у складі ОВК від Юрія Бойка, під час другого туру — голова ОВК № 66 від Володимира Зеленського.
На парламентських виборах 2019 року була обрана народним депутатом від партії «Слуга народу» у виборчому окрузі № 66. За неї проголосували 28,76 % виборців, а за найближчого переслідувача, народного депутата трьох скликань, Віталія Журавського — 20,45 %. При цьому, за твердженням журналіста Дмитра Гордона та самого Журавського, переможниця виборів протягом кількох тижнів працювала у Віталія домогосподаркою.
На час виборів проживала в місті Малин Житомирської області, тимчасово не працювала й не перебувала у жодній партії.
У парламенті 9-го скликання стала членом Комітету Верховної Ради з питань аграрної та земельної політики.
Зазнала критики через відсутність вищої освіти.